# Red Bull Arena (Leipzig)
De Red Bull Arena (tot 30 juni 2010 Zentralstadion) is een voetbalstadion gelegen in Leipzig, Duitsland. Het stadion was een van de twaalf stadions tijdens het Wereldkampioenschap voetbal 2006. Er werden vier groepswedstrijden en één wedstrijd in de tweede ronde gespeeld. Er worden drie groepswedstrijden en één achtste finale gespeeld op het EK voetbal 2024. Het stadion biedt plaats aan 42.959 toeschouwers en is thuisbasis van de voetbalclub RB Leipzig. Het stadion was het enige stadion uit het voormalige Oost-Duitsland op het WK.

## Bouw van het stadion
De eerste plannen van het stadion dateren uit 1920, toen de stad Leipzig het plan had om een groot sportcomplex te bouwen op de plaats waar nu de Red Bull Arena ligt. De plannen liepen door de economische crisis en de Tweede Wereldoorlog vertraging op. Na de Tweede Wereldoorlog werd het puin van de gebombardeerde stad gebruikt als fundament voor de imposante tribunes. De wal was, net als een paar andere kunstmatige heuvels in de stad, een manier om van de ongelooflijke bergen puin af te komen, die na de Tweede Wereldoorlog het stadsbeeld bepaalden. Op 4 augustus 1956 opende het Zentralstadion zijn deuren. Op dat moment was het het grootste stadion in Duitsland en kon het 100.000 toeschouwers ontvangen. Het stadion bestond toen alleen nog maar uit een ronde wal, waar nu het nieuwe stadion binnenin gebouwd is.

## Verval en nieuwbouw
Naarmate de jaren voorbijgingen, bleek het stadion in verval te geraken en kon Leipzig de onkosten niet meer voor zijn rekening nemen. Uiteindelijk werd besloten om een nieuw stadion te bouwen op dezelfde locatie als waar het oude stadion stond. Het moderne stadion zou alleen voor voetbaldoeleinden gebruikt moeten worden. In december 2000 werd met de bouw begonnen en in maart 2004 werd deze afgerond. Het nieuwe stadion bevindt zich in het oude stadion en er zijn bruggen gebouwd over het oude stadion om deze met het nieuwe te verbinden. De omgeving van het stadion is voorzien van een groot aantal bomen en ander groen.
Voorheen werkte voetbalclub Sachsen Leipzig haar wedstrijden af in dit stadion. Gezien het feit dat Sachsen Leipzig sinds de val van de DDR geen hoogvlieger meer was in het voetbal was het stadion voor het grootste gedeelte leeg bij wedstrijden. In 2009 ging Sachsen Leipzig failliet. Opvolger Chemie Leipzig begon opnieuw in de laagste speelklasse in Duitsland, wat de toeschouwersaantallen niet ten goede kwam.
Sinds 1 juli 2010 heet het stadion Red Bull Arena en is sindsdien de thuishaven van RB Leipzig, dat daarvoor zijn wedstrijden afwerkte in het Stadion am Bad in Markranstädt. De verhuizing werd gevierd met een galawedstrijd tegen FC Schalke 04, die RB Leipzig verloor met 1:2.
Op 4 maart 2015 kwamen 43.348 toeschouwers kijken naar de wedstrijd tegen VfL Wolfsburg in de DFB-Pokal. Vanaf augustus 2016 wordt er in het stadion opnieuw eersteklassevoetbal gespeeld nadat de RB Leipzig zich na zeven jaar een weg naar de top gebaand had.

## Interlands
Het stadion was tot op heden gastheer van 64 officiële voetbalinterlands.
| №              | Datum             | Wedstrijd                                          | Uitslag        | Competitie               | Toeschouwers   |
| Zentralstadion | Zentralstadion    | Zentralstadion                                     | Zentralstadion | Zentralstadion           | Zentralstadion |
| -------------- | ----------------- | -------------------------------------------------- | -------------- | ------------------------ | -------------- |
| 1              | 19 mei 1957       | Duitse Democratische Republiek – Wales             | 2 – 1          | WK 1958 kwalificatie     | 100.000        |
| 2              | 27 november 1957  | Duitse Democratische Republiek – Tsjecho-Slowakije | 1 – 4          | WK 1958 kwalificatie     | 110.000        |
| 3              | 24 oktober 1957   | Polen – Sovjet-Unie                                | 0 – 2          | WK 1958 kwalificatie     | 115.000        |
| 4              | 14 september 1958 | Duitse Democratische Republiek – Roemenië          | 3 – 2          | Vriendschappelijk        | 60.000         |
| 5              | 2 oktober 1958    | Duitse Democratische Republiek – Noorwegen         | 4 – 1          | Vriendschappelijk        | 54.000         |
| 6              | 12 augustus 1959  | Duitse Democratische Republiek – Tsjecho-Slowakije | 2 – 1          | Vriendschappelijk        | 90.000         |
| 7              | 17 augustus 1960  | Duitse Democratische Republiek – Sovjet-Unie       | 0 – 1          | Vriendschappelijk        | 70.000         |
| 8              | 14 mei 1961       | Duitse Democratische Republiek – Nederland         | 1 – 1          | WK 1962 kwalificatie     | 60.000         |
| 9              | 23 mei 1962       | Duitse Democratische Republiek – Denemarken        | 4 – 1          | Vriendschappelijk        | 30.000         |
| 10             | 16 september 1962 | Duitse Democratische Republiek – Joegoslavië       | 2 – 2          | Vriendschappelijk        | 35.000         |
| 11             | 2 juni 1963       | Duitse Democratische Republiek – Engeland          | 1 – 2          | Vriendschappelijk        | 90.000         |
| 12             | 23 mei 1965       | Duitse Democratische Republiek – Hongarije         | 1 – 1          | WK 1966 kwalificatie     | 98.765         |
| 13             | 13 oktober 1965   | Duitse Democratische Republiek – Oostenrijk        | 1 – 0          | WK 1966 kwalificatie     | 86.584         |
| 14             | 27 april 1966     | Duitse Democratische Republiek – Zweden            | 4 – 1          | Vriendschappelijk        | 45.000         |
| 15             | 2 juli 1966       | Duitse Democratische Republiek – Chili             | 5 – 2          | Vriendschappelijk        | 45.000         |
| 16             | 5 april 1967      | Duitse Democratische Republiek – Nederland         | 4 – 3          | EK 1968 kwalificatie     | 40.000         |
| 17             | 11 november 1967  | Duitse Democratische Republiek – Denemarken        | 3 – 2          | EK 1968 kwalificatie     | 25.000         |
| 18             | 29 november 1967  | Duitse Democratische Republiek – Hongarije         | 1 – 0          | EK 1968 kwalificatie     | 48.872         |
| 19             | 24 april 1968     | Duitse Democratische Republiek – Bulgarije         | 3 – 2          | OS-kwalificatie          | 35.000         |
| 20             | 25 juli 1969      | Duitse Democratische Republiek – Sovjet-Unie       | 2 – 2          | Vriendschappelijk        | 90.000         |
| 21             | 9 mei 1971        | Duitse Democratische Republiek – Joegoslavië       | 1 – 2          | EK 1972 kwalificatie     | 94.876         |
| 22             | 18 september 1971 | Duitse Democratische Republiek – Mexico            | 1 – 1          | Vriendschappelijk        | 20.000         |
| 23             | 27 mei 1972       | Duitse Democratische Republiek – Uruguay           | 1 – 0          | Vriendschappelijk        | 20.000         |
| 24             | 26 september 1973 | Duitse Democratische Republiek – Roemenië          | 2 – 0          | WK 1974 kwalificatie     | 77.764         |
| 25             | 17 november 1973  | Duitse Democratische Republiek – Sovjet-Unie       | 1 – 0          | Vriendschappelijk        | 40.000         |
| 26             | 29 mei 1974       | Duitse Democratische Republiek – Engeland          | 1 – 1          | Vriendschappelijk        | 95.000         |
| 27             | 7 december 1974   | Duitse Democratische Republiek – België            | 0 – 0          | EK 1976 kwalificatie     | 20.557         |
| 28             | 12 november 1975  | Duitse Democratische Republiek – Frankrijk         | 2 – 1          | EK 1976 kwalificatie     | 28.544         |
| 29             | 7 april 1976      | Duitse Democratische Republiek – Tsjecho-Slowakije | 0 – 0          | OS-kwalificatie          | 45.000         |
| 30             | 28 juli 1977      | Duitse Democratische Republiek – Sovjet-Unie       | 2 – 1          | Vriendschappelijk        | 95.000         |
| 31             | 12 november 1977  | Duitse Democratische Republiek – Oostenrijk        | 1 – 1          | WK 1978 kwalificatie     | 95.000         |
| 32             | 4 april 1978      | Duitse Democratische Republiek – Zweden            | 0 – 1          | Vriendschappelijk        | 20.000         |
| 33             | 6 september 1978  | Duitse Democratische Republiek – Tsjecho-Slowakije | 2 – 1          | Vriendschappelijk        | 10.000         |
| 34             | 18 april 1979     | Duitse Democratische Republiek – Polen             | 2 – 1          | EK 1980 kwalificatie     | 45.254         |
| 35             | 21 oktober 1979   | Duitse Democratische Republiek – Nederland         | 2 – 3          | EK 1980 kwalificatie     | 89.297         |
| 36             | 16 april 1980     | Duitse Democratische Republiek – Griekenland       | 2 – 0          | Vriendschappelijk        | 20.000         |
| 37             | 15 november 1980  | Duitse Democratische Republiek – Spanje            | 0 – 0          | Vriendschappelijk        | 30.000         |
| 38             | 10 november 1981  | Duitse Democratische Republiek – Polen             | 2 – 3          | WK 1982 kwalificatie     | 85.000         |
| 39             | 14 april 1982     | Duitse Democratische Republiek – Italië            | 1 – 0          | Vriendschappelijk        | 28.000         |
| 40             | 30 maart 1983     | Duitse Democratische Republiek – België            | 1 – 2          | EK 1984 kwalificatie     | 75.000         |
| 41             | 26 juli 1983      | Duitse Democratische Republiek – Sovjet-Unie       | 1 – 3          | Vriendschappelijk        | 70.000         |
| 42             | 20 november 1984  | Duitse Democratische Republiek – Joegoslavië       | 2 – 3          | WK 1986 kwalificatie     | 63.000         |
| 43             | 11 september 1985 | Duitse Democratische Republiek – Frankrijk         | 2 – 0          | WK 1986 kwalificatie     | 78.000         |
| 44             | 12 maart 1986     | Duitse Democratische Republiek – Nederland         | 0 – 1          | Vriendschappelijk        | 22.000         |
| 45             | 10 september 1986 | Duitse Democratische Republiek – Denemarken        | 0 – 1          | Vriendschappelijk        | 30.000         |
| 46             | 19 oktober 1986   | Duitse Democratische Republiek – Frankrijk         | 0 – 0          | EK 1988 kwalificatie     | 54.578         |
| 47             | 28 juli 1987      | Duitse Democratische Republiek – Hongarije         | 0 – 0          | Vriendschappelijk        | 71.000         |
| 48             | 20 mei 1989       | Duitse Democratische Republiek – Oostenrijk        | 1 – 1          | WK 1990 kwalificatie     | 22.000         |
| 49             | 17 oktober 2004   | Duitsland – Kameroen                               | 3 – 0          | Vriendschappelijk        | 44.200         |
| 50             | 21 juni 2005      | Tunesië – Australië                                | 2 – 0          | Confederations Cup 2005  | 23.952         |
| 51             | 26 juni 2005      | Brazilië – Griekenland                             | 3 – 0          | Confederations Cup 2005  | 42.507         |
| 52             | 29 juni 2005      | Duitsland – Mexico                                 | 4 – 3          | Confederations Cup 2005  | 43.335         |
| 53             | 11 juni 2006      | Servië en M. – Nederland                           | 0 – 1          | WK 2006 Groepsfase (C)   | 37.216         |
| 54             | 14 juni 2006      | Spanje – Oekraïne                                  | 4 – 0          | WK 2006 Groepsfase (H)   | 43.000         |
| 55             | 18 juni 2006      | Zuid-Korea – Frankrijk                             | 1 – 1          | WK 2006 Groepsfase (G)   | 43.000         |
| 56             | 21 juni 2006      | Iran - Angola                                      | 1 – 1          | WK 2006 Groepsfase (G)   | 38.000         |
| 57             | 24 juni 2006      | Argentinië - Mexico                                | 2 – 1          | WK 2006 Achtste finale   | 43.000         |
| 58             | 28 maart 2009     | Duitsland – Liechtenstein                          | 4 – 0          | WK 2010 kwalificatie     | 43.368         |
| Red Bull Arena |                   |                                                    |                |                          |                |
| 59             | 31 mei 2012       | Duitsland – Israël                                 | 2 – 0          | Vriendschappelijk        | 43.241         |
| 60             | 11 oktober 2015   | Duitsland – Georgië                                | 2 – 1          | EK 2016 kwalificatie     | 43.630         |
| 61             | 15 november 2018  | Duitsland – Rusland                                | 3 – 0          | Vriendschappelijk        | 35.288         |
| 62             | 11 november 2020  | Duitsland – Tsjechië                               | 1 – 0          | Vriendschappelijk        | 0              |
| 63             | 14 november 2020  | Duitsland – Oekraïne                               | 3 – 1          | UEFA Nations League      | 0              |
| 64             | 23 september 2022 | Duitsland – Hongarije                              | 0 – 1          | UEFA Nations League      | 39.513         |
| 65.            | 15 juni 2024      | Portugal – Tsjechië                                | 2 – 1          | EK 2024 (groep F)        | 38.421         |
| 66.            | 21 juni 2024      | Nederland – Frankrijk                              | 0 – 0          | EK 2024 (groep D)        | 38.531         |
| 67.            | 24 juni 2024      | Kroatië – Italië                                   | 1 – 1          | EK 2024 (groep B)        | 38.322         |
| 68.            | 2 juli 2024       | Oostenrijk – Turkije                               | 1 – 2          | EK 2024 (achtste finale) | 38.305         |